# Olympische Sommerspiele 2000/Teilnehmer (Samoa)
| Gelbes Symbol für Goldmedaillen mit stilisierten Olympischen Ringen | Graues Symbol für Silbermedaillen mit stilisierten Olympischen Ringen | Braundes Symbol für Bronzemedaillen mit stilisierten Olympischen Ringen |
| ------------------------------------------------------------------- | --------------------------------------------------------------------- | ----------------------------------------------------------------------- |
| —                                                                   | —                                                                     | —                                                                       |

Samoa nahm an den Olympischen Sommerspielen 2000 in der australischen Metropole Sydney mit fünf Sportlern, einer Frau und vier Männern, in fünf Sportarten teil.
Seit 1984 war es die fünfte Teilnahme des Inselstaats bei Olympischen Sommerspielen.

## Teilnehmer nach Sportarten

### Boxen
- Pauga Lalau
Schwergewicht: 9. Platz

### Gewichtheben
- Ofisa Ofisa
Halbschwergewicht: 18. Platz

### Judo
- Travolta Waterhouse
Leichtgewicht: 13. Platz

### Radsport
- Bianca Netzler
Frauen, Straßenrennen: Rennen nicht beendet

### Ringen
- Fa'afetai Iutana
Mittelgewicht, griechisch-römisch: 19. Platz